# Singapores nationalvåben
Singapores nationalvåben blev introduceret den 3. december 1959 samtidig med flaget og nationalsangen. Det består af et rødt skjold med en hvid halvmåne og fem stjerner. Månen symboliserer den nye nation som stiger frem og stjernernes idealene; demokrati, fred, fremskridt, retfærdighed og ligestilling. Skjoldet holdes af en løve og en tiger. Løven repræsenterer Singapore og tigeren øens historiske tilknytning til Malaysia. Under skjoldet er der et banner med landets valgsprog; Majulah Singapura . 
| Artikelstump | Spire Denne artikel om et rigsvåben eller statsvåben er en spire som bør udbygges. Du er velkommen til at hjælpe Wikipedia ved at udvide den. |